# NGC 1522
NGC 1522 est une petite galaxie lenticulaire située dans la constellation de la Dorade. NGC 1522 a été découverte par l'astronome britannique John Herschel en 1834.

## Caractéristiques
Sa vitesse par rapport au fond diffus cosmologique est de 871 ± 7 km/s, ce qui correspond à une distance de Hubble de 12,9 ± 0,9 Mpc (∼42,1 millions d'al).

## Groupe de NGC 1566 et groupe de la Dorade
Selon une étude publiée en 2005 par Kilborn et al., NGC 1522 fait partie du groupe de NGC 1566. Ce groupe comprend au moins 23 autres galaxies dont IC 2049, NGC 1536, NGC 1543, IC 2038, NGC 1546, IC 2058, IC 2032, NGC 1566, NGC 1596, NGC 1602, NGC 1515, IC 2085, NGC 1549, NGC 1553, NGC 1574, NGC 1581, NGC 1617. Le groupe de NGC 1566 fait partie d'un groupe plus vaste, le groupe de la Dorade.